# Matt Marks
Matt Marks (23. ledna 1980 – 11. května 2018) byl americký hudební skladatel, aranžér a hráč na lesní roh. Studoval na Eastmanově hudební škole v newyorském Rochesteru. Byl jedním ze zakládajících členů hudebního tělesa Alarm Will Sound. Složil například opery The Little Death, Vol. 1 (2010) a Mata Hari (2016). Zemřel srdeční selhání v St. Louis ve státě Missouri ve věku 38 let.